# Lidija
Lidija (asirsko Luddu, starogrško Λυδία: Lidía, latinsko Lydia), pokrajina in starodavno kraljestvo v Mali Aziji, znana tudi kot Meonija (Maionija ali polatinjeno Mæonija). Ime je dobila po kralju Meoniju Lidu. Glavno mesto je bilo Sarde (Sardes) na reki Paktol, za katero so pravili, da je polna zlatega peska. V Lidiji so med prvimi začeli kovati kovance in njeno ime je postalo soznačnica za bogastvo, Sarde pa soznačnica za lepo mesto. 

## Geografija
Meje Lidije so se spreminjale. Najprej je mejila na Veliko Misijo, Karijo, Frigijo in Jonijo. Nato se je razširila na ozemlje med reko Haris in Egejskim morjem. 

## Prebivalci
Prebivalci Lidije so bili mešanica domačih neindoevropskih praprebivalcev in indoevropskih priseljencev. Ob obali Egejskega morja so bile grške (jonske) kolonije Fokeja, Smirna, Kolofon in Efez. V notranjosti so živeli Lidijci. Njihova večja mesta so bila Tijatira, Magnezija in Filadelfija. V mestih sta bili dobro razvita obrt (izdelava preprog, finih tkanin, predelava rud) in trgovina, v kateri so bili Lidijci posredniki med Grčijo in Prednjo Azijo.  

## Zgodovina
Zgodovina Lidije se začenja z miti. Po svojih prvotnih prebivalcih Meoncih se je imenovala Meonija (grško Μηονία, Meonia). Prvi dve dinastiji lidijskih vladarjev, Atijadi in Heraklidi, sta mitološki, in šele tretja dinastija, Mermnadi, se ujema z zgodovinsko resnico. Začetnik dinastije je bil Gig (vladal od približno 680 do 652 pr. n. št.), ki je hotel iz Lidije narediti veliko pomorsko silo. Njegov načrt je propadel zaradi vdora Kimerijcev. Šele kralju Aliatu II. (okrog 605 do 560 pr. n. št.) je uspelo pregnati Kimerijce in iz Lidije narediti močno in bogato državo. 
Zadnji lidijski kralj je bil njegov sin Krojz (vladal od 560 do 546 pr. n. št.), ki je bil znan po bajnem bogastvu. Med drugim je financiral gradnjo Artemidinega templja v Efezu, ki spada med sedem čudes starega veka. Leta 548 pr. n. št. ga je premagal perzijski kralj Kir II. Veliki in Lidija je postala satrapija Perzijskega cesarstva. Kir Veliki je Krojza kljub porazu postavil za svetovalca na perzijskem dvoru v Pasargadu. V obdobju perzijske vladavine so Lidijo pogosto napadali Grki, ki so enkrat prodrli do Sard in mesto opustošili, kar je označeno kot začetek grško-perzijskih vojn, v katerih sta Darej Veliki in Kserks I. vodila kazenske ekspedicije proti Eretriji oziroma Atenam. Obdobje perzijske prevlade je prekinil Aleksander Makedonski, ki je priključil Lidijo svojemu cesarstvu, po njegovi smrti pa je bila del helenističnih monarhij. Sredi 1. st. pr. n. št.je Rimsko cesarstvo osvojilo Anatolijo, Jonija in Lidija sta padli pod upravo Rima. V času cesarja Dioklecijana je Lidija dobila status rimske province. Nato je bila pod upravo Bizanca vse do 15. stoletja, ko so jo osvojili Turki, ozemlje Jonije je postalo del Osmanskega cesarstva in nato sodobne Turčije.

## Vladarji
z datumi nastopa vladanja.
Dinastija Heraklidov
- 797 pr. n. št. Ardis I.
- 761 pr. n. št. Aliat I. (Aliates)
- 747 pr. n. št. Mel
- 735 pr. n. št. Kandavles (Kandaules, gr. Mirsilos)

Dinastija Mermnadov
- 718 pr. n. št. Gig (Giges)
- 680 pr. n. št. Ardis II.
- 631 pr. n. št. Sadiat (Sadiates)
- 619 pr. n. št. Aliat II. (Aliates)
- 560 pr. n. št. Krojz (Kroisos)

## Vir
- Herodot iz Halikarnasa: Zgodbe. 1. knjiga - Klio. Ljubljana: Slovenska matica, 2003. Prevedel Anton Sovre
- Opća enciklopedija JLZ, V, 116, Zagreb 1979